# Điện mặt trời LIG Quảng Trị
Nhà máy Điện mặt trời LIG Quảng Trị là nhà máy điện mặt trời xây dựng trên vùng đất các xã Gio Hải và Gio Thành huyện Gio Linh tỉnh Quảng Trị .
Điện mặt trời LIG Quảng Trị có công suất lắp máy 49,5 MW, điện năng sản xuất hàng năm dự kiến 67,63 triệu kWh, khởi công tháng 8/2018, dự kiến hoàn thành tháng 6/2019 , khánh thành tháng 6/2019 .
Nhà máy có diện tích hoạt động 58,6 ha. Chủ đầu tư là Công ty cổ phần LICOGI 13.

## Công trình liên quan
Tại xã Gio Thành huyện Gio Linh đã triển khai các nhà máy điện mặt trời khác .
- Điện mặt trời Gio Thành 1 16°55′31″B 107°08′22″Đ / 16,925143°B 107,139577°Đ có công suất thiết kế 50,0 MWp, sản lượng điện hàng năm 63,58 MWh, diện tích sử dụng khoảng 65 ha, dự kiến hoàn thành tháng 12/2019.
- Điện mặt trời Gio Thành 2 có công suất thiết kế 50,0 MWp, sản lượng điện hàng năm 63,65 MWh, diện tích sử dụng khoảng 60 ha, dự kiến hoàn thành tháng 12/2019.